# Андреј Голић
Андреј Голић (Бања Лука, 10. фебруар 1974) бивши је француски рукометаш српског порекла.

## Каријера

### Клуб
Андреј Голић је рођен 10. фебруара 1974. године у Бања Луци. Рукометну каријеру је започео у локалном Борцу из Бања Луке. Са 15 година дебитовао је за први тим Борца и био је члан генерације која је освојила Куп ИХФ 1991. Исте године одлази у Француску, где је постао члан клуба УСАМ Ним 30. У Ниму игра до 1992, а потом је потписао за Монпеље, клуб у којем је доживео врхунске резултате у клупској каријери. За 14 сезона проведених у клубу освојио је осам титула првенства Француске и шест француских купова. Највећи успех му је освајање ЕХФ Лиге шампиона 2003. године, после победе Монпељеа у финалу против шпанског клуба Портланд Сан Антонио.
Године 2006. потписао је двогодишњи уговор са рукометним клубом Загреб. Играо је за загрепчане до априла 2007. године, а након повреде колена је завршио играчку каријеру. У Француској има своју спортску агенцију која заступа играче.

### Репрезентација
Добио је француско држављанство 1998. године, а од тада је представљао Француску на међународним такмичењима. Учествовао је у освајању злата на Светском првенству у Француској 2001. године, има бронзу са првенства у Португалији 2003. Играо је на Олимпијским играма 2000. године у Сиднеју, када су Французи заузели шесто место. За рукометну репрезентацију Француске је одиграо 149 утакмица и постигао 368 погодака.

## Трофеји

### Клупски
Борац Бања Лука
- Куп ИХФ (1) : 1991.

Монпеље
- ЕХФ Лига шампиона (1) : 2003.
- Првенство Француске (8) : 1995, 1998, 1999, 2000, 2002, 2003, 2004, 2005.
- Куп Француске (6) : 1999, 2000, 2001, 2002, 2003, 2005.

### Репрезентативни
- Светско првенство : 2001. златна медаља, 2003. бронзана медаља

## Приватно
Отац му је некадашњи рукометаш и тренер Борца, Боро Голић. Његов брат од стрица је српски рукометаш Небојша Голић, који је играо за репрезентацију СР Југославије.